# Pitcairnia angustifolia
Pitcairnia angustifolia là một loài thực vật có hoa trong họ Bromeliaceae. Loài này được Sol. miêu tả khoa học đầu tiên năm 1789.